# Vu du ciel (roman)
Pour les articles homonymes, voir Vu du ciel.
Vu du ciel est le premier roman de Christine Angot paru chez L'Arpenteur-Gallimard en 1990.

## Résumé
Quelques jours dans une vie, celle d'une femme prénommée Christine. La narratrice, c'est un ange.  Mais pas n'importe lequel : une petite fille morte après un viol.

## Éditions
- Vu du ciel, L'Arpenteur-Gallimard, 1990 - rééd. Gallimard, coll. « Folio ».